# Steven Strogatz

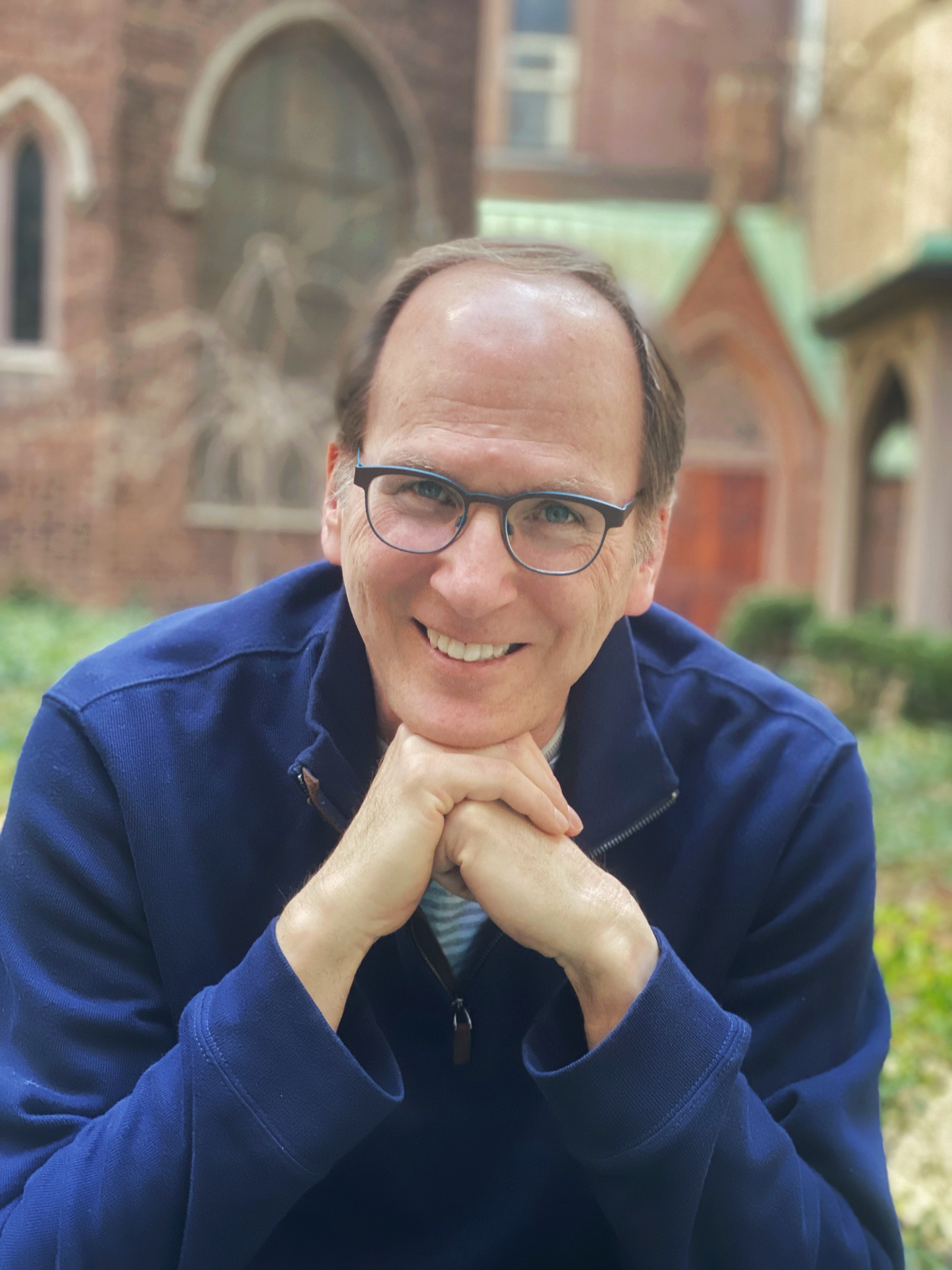
Steven Strogatz, 2022

Steven Henry Strogatz (* 13. August 1959 in Torrington, Connecticut) ist ein US-amerikanischer Mathematiker.
Er ist Professor für theoretische und Angewandte Mathematik an der Cornell University in Ithaca, USA. Er ist vor allem für seine Arbeit im Gebiet der Synchronisation dynamischer Systeme bekannt geworden. Strogatz erwarb seinen Doktorgrad an der Harvard University im Jahre 1989 und lehrte im Anschluss am Fachbereich Mathematik des Massachusetts Institute of Technology, bevor er im Jahre 1994 an die Cornell University wechselte.
Seine zahlreichen Veröffentlichungen umfassen die Gebiete Angewandte Mathematik, Theoretische Biologie und Chronobiologie (in Zusammenarbeit mit Arthur Winfree) sowie vor allem Kleine-Welt-Phänomen in Netzwerken. Seine 1998 in Zusammenarbeit mit Duncan Watts veröffentlichte Arbeit Collective dynamics of „small-world“ networks zählte in den folgenden zehn Jahren mit 2700 Zitierungen zu den meistzitierten Veröffentlichungen in der Physik.
2012 wurde Strogatz in die American Academy of Arts and Sciences gewählt. Für 2014 wurde ihm der Euler Book Prize für The Joy of x zugesprochen. 2015 erhielt er den Lewis Thomas Prize, 2019 den George-Pólya-Preis. Er ist Fellow der American Mathematical Society und seit 2024 Mitglied der National Academy of Sciences.

## Veröffentlichungen (Auswahl)
- The Joy of x. Die Schönheit der Mathematik, Verlag Kein & Aber, Zürich 2014, ISBN 978-3-0369-5692-3
- Synchron. Vom rätselhaften Rhythmus der Natur, 2004, Berlin-Verlag, ISBN 3-8270-0439-X.
- Mit Duncan Watts: Collective dynamics of 'small-world' networks., 1998, Nature #393, S. 440–42 Online (PDF)
- Nonlinear Dynamics and Chaos: With Applications to Physics, Biology, Chemistry and Engineering, 1994, Addison-Wesley Publ., ISBN 0-201-54344-3.
- The Mathematical Structure of the Human Sleep-Wake Cycle, 1986, Springer-Verlag, ISBN 3-540-17176-2.